# Медвежа (зупинний пункт)
Медвежа (рум. Gara Medveja) — проміжний зупинний пункт на лінії Чернівці — Ларга у селі Медвежа Бричанського району на півночі Молдови.
Зупинний пункт належить до Молдовської залізниці (рум. — Calea Ferată din Moldova (CFM)), експлуатується Укрзалізницею.
У селі діє пункт контролю через державний кордон Україною і Молдовою Зелена — Медвежа.
Раніше колійний розвиток колишньої станції Медвежа складався з трьох колій, але у зв'язку зі скороченням залізничного руху дві колії були розібрані і станція переведена до категорії зупинний пункт.

## Пасажирське сполучення
Через зупинний пункт раніше прямував фірмовий пасажирський поїзд «Буковина» Чернівці — Київ, але на ділянці Новоселиця — Ларга потяг курсував без зупинок, прикордонний та митний контроль для даного потяга не здійснювався. Поїзд скасований внаслідок карстового провалу.
На зупинному пункті Медвежа до 2020 року зупинялись такі поїзди.
| Приміські потяги | Приміські потяги    | Приміські потяги |
| №                | Маршрут слідування  | Періодичність    |
| ---------------- | ------------------- | ---------------- |
| 966              | Чернівці — Ларга    | Щоденно          |
| 965              | Ларга — Чернівці    | Щоденно          |
| 968              | Чернівці — Сокиряни | Щоденно          |
| 967              | Сокиряни — Чернівці | Щоденно          |

Нині на платформі немає жодного пасажирського сполучення.